# Loveday
Loveday är en ort i Australien. Den ligger i kommunen Berri and Barmera och delstaten South Australia, omkring 180 kilometer nordost om delstatshuvudstaden Adelaide.
Trakten runt Loveday är nära nog obefolkad, med mindre än två invånare per kvadratkilometer.. Närmaste större samhälle är Berri, omkring 15 kilometer öster om Loveday. 
Omgivningarna runt Loveday är i huvudsak ett öppet busklandskap. Genomsnittlig årsnederbörd är 304 millimeter. Den regnigaste månaden är februari, med i genomsnitt 66 mm nederbörd, och den torraste är oktober, med 7 mm nederbörd.